# Xiaoying (köpinghuvudort i Kina, Jilin Sheng, lat 42,91, long 129,52)
Xiaoying är en köpinghuvudort i Kina. Den ligger i provinsen Jilin, i den nordöstra delen av landet, omkring 370 kilometer öster om provinshuvudstaden Changchun. Antalet invånare är 30 579. Befolkningen består av 14 820 kvinnor och 15 759 män. Barn under 15 år utgör 11,0 %, vuxna 15-64 år 78 %, och äldre över 65 år 10,0 %.
Runt Xiaoying är det ganska tätbefolkat, med 67 invånare per kvadratkilometer. Närmaste större samhälle är Yanji, 1,2 km väster om Xiaoying. Trakten runt Xiaoying består i huvudsak av gräsmarker.
Genomsnittlig årsnederbörd är 967 millimeter. Den regnigaste månaden är juli, med i genomsnitt 216 mm nederbörd, och den torraste är januari, med 9 mm nederbörd.